# Armstrong Whitworth Wolf
L'Armstrong Whitworth Wolf fu un aereo da addestramento monomotore, biposto e biplano, sviluppato dall'azienda aeronautica britannica Armstrong Whitworth Aircraft negli anni venti del XX secolo.
Modello dallo sviluppo travagliato e dall'insolita configurazione a fusoliera sospesa, venne realizzato come risposta ad una specifica su un caccia-ricognitore, che non fu in grado di soddisfare, quindi modificato per essere idoneo all'addestramento dei nuovi piloti, ruolo con il quale venne avviato alla produzione in piccola serie.

## Storia del progetto
Dopo il fallimento della versione biposto del Bristol Bullfinch continuò a sentirsi l'esigenza di un nuovo modello destinato a sostituire il Bristol F.2 Fighter nei reparti della Royal Air Force (RAF). A questo proposito, nel 1922, l'Air Ministry britannico emise una nuova specifica, indicata come 3/22, relativa alla fornitura di un caccia biposto equipaggiato con un motore aeronautico dotato di dispositivo di sovralimentazione.
Per rispondere a tale requisito l'ufficio tecnico dell'Armstrong Whitworth elaborò il progetto di un nuovo modello caratterizzato dalla velatura biplana e dall'insolita configurazione a fusoliera sospesa, ovvero con la cellula collocata tra i due piani alari che risultavano la superiore alta a parasole e l'inferiore staccata a sua volta e realizzata in un sol pezzo.
Le prove di valutazione, eseguite dal personale dell'Aeroplane and Armament Experimental Establishment alla base RAF Martlesham Heath e all'aeroporto di Farnborough, rivelarono che le caratteristiche del modello non erano adeguate a sostituire nel ruolo l'F.2, esito peraltro con cui si conclusero anche quelle dei concorrenti Bristol Type 84 Bloodhound, Hawker Duiker e de Havilland DH.42 Dormouse.
Non fu quindi emesso alcun ordine di fornitura supplementare e i tre esemplari costruiti vennero assegnati al Royal Aircraft Establishment di Farnborough, dove vennero utilizzati come laboratori volanti.
Assieme all'ordine per la RAF del 1923, la Armstrong Whitworth realizzò anche due esemplari per la RAF Reserve Flying School, scuola di volo per riservisti RAF basata a Whitley, e un ultimo sesto esemplare nel 1929. Nel ruolo di aereo da addestramento si dimostrò essere popolare tra i piloti anche se meno con il personale di terra, per il quale i cavetti di servizio e il carrello d'atterraggio erano di difficile manutenzione.
Tutti i Wolf vennero ritirati dal servizio nel 1931 e demoliti, tranne quello di più recente costruzione inviato a Hamble-le-Rice, la cui cellula venne utilizzata a scopo didattico.

## Utilizzatori
Regno Unito
- Royal Air Force
- Royal Aircraft Establishment